# Eduard Erxleben
Eduard Gottlieb Erxleben (* 2. Juni 1834 in Karlsruhe; † 19. Juni 1890 ebenda) war ein deutscher Jurist und Amtsvorstand, vergleichbar mit einem heutigen Landrat.

## Familie
Eduard Gottlieb Erxleben war der Sohn von Eduard Erxleben, Handelsmann aus Karlsruhe, und der Fanny geborene Koch. Er heiratete am 21. September 1863 Anna geborene Eisenlohr (* 9. März 1843 in Bruchsal), Tochter des Bezirksingenieurs Eisenlohr aus Bruchsal. Aus dieser Ehe entstammen zwei Kinder: Elisabeth Julia und Maria Anna (* 20. Mai 1874).

## Leben
Nach dem 1851 abgelegten Abitur am Lyzeum Karlsruhe studierte Erxleben ab dem Wintersemester 1851/52 Rechtswissenschaften an der Universität Heidelberg und wurde Mitglied des Corps Suevia Heidelberg. Ab dem 16. Juli 1856 war er Rechtspraktikant und ab dem 14. August 1856 Aktuar beim Stadtamt Karlsruhe. Ab dem 15. Juli 1857 hatte er die gleiche Stelle beim Amtsgericht Konstanz. Ab dem 2. November 1858 wurde er Volontär beim Hofgericht des Oberrheinkreises in Freiburg im Breisgau. Am 12. Januar 1860 wurde er Aktuar beim Amtsgericht Waldshut, zwischenzeitlich Volontär beim Hofgerichtsadvokat Dr. Bertheau in Mannheim und schließlich zum 13. Februar 1863 Gehilfe beim Bezirksamt Triberg. Am 22. April 1863 wurde er Sekretariatspraktikant bei der Regierung des Mittelrheinkreises in Karlsruhe. Am 18. August 1864 wurde er Amtsrichter beim Amtsgericht in Ladenburg und ab dem 9. November 1866 Amtmann beim Bezirksamt Bruchsal. Ab dem 26. Mai 1868 wurde er Amtmann und Amtsvorstand beim Bezirksamt Triberg, wo er am 5. Mai 1870 zum Oberamtmann befördert wurde. Ab dem 23. Januar 1873 wurde er Oberamtmann beim Bezirksamt Oberkirch und ab dem 17. April 1879 beim Bezirksamt Wertheim. Schließlich wurde er zum 13. Juni zum Bezirksamt Durlach versetzt, wo er am 24. April 1889 zum Geheimen Regierungsrat ernannt wurde.

## Auszeichnungen
- 1851 Ritterkreuz 1. Klasse des Zähringer Löwen-Ordens